# Isolation (musikalbum)
Isolation är ett album av Toto som släpptes november 1984.
Isolation innebar viss förändringar i bandet jämfört med albumet Toto IV, som släpptes två år tidigare. Förutom ett mer rockorienterat sound hade bandet bytt sångare och basist. Fergie Fredriksen ersatte Bobby Kimball som sångare trots att vissa spår redan spelats in med Kimball och således fick spelas in igen. Mike Porcaro ersatte inför Isolation officiellt David Hungate på bas. Porcaro hade dock redan i samband med att Toto IV släpptes ersatt Hungate och ses bland annat i videon till "Africa".
Spår nummer 2, "Lion", har debatterats eftersom det vid ett tillfälle låter som ett baklängesord spelas upp: "natas" vilket blir satan.   

## Låtlista
| Nr           | Titel            | Kompositör                                           | Sångare            | Längd |
| ------------ | ---------------- | ---------------------------------------------------- | ------------------ | ----- |
| 1.           | Carmen           | Paich, J. Porcaro                                    | Paich, Frederiksen | 3:25  |
| 2.           | Lion             | Kimball, Paich                                       | Frederiksen        | 4:46  |
| 3.           | Stranger in Town | Paich, J. Porcaro                                    | Paich              | 4:56  |
| 4.           | Angel Don't Cry  | Frederiksen, Paich                                   | Frederiksen        | 4:21  |
| 5.           | How Does It Feel | Lukather                                             | Lukather           | 3:50  |
| 6.           | Endless          | Paich                                                | Frederiksen        | 3:40  |
| 7.           | Isolation        | Frederiksen, Lukather, Paich                         | Frederiksen        | 4:04  |
| 8.           | Mr. Friendly     | Frederiksen, Lukather, Paich, J. Porcaro, M. Porcaro | Frederiksen        | 4:22  |
| 9.           | Change of Heart  | Paich, J. Porcaro                                    | Frederiksen        | 4:08  |
| 10.          | Holyanna         | Paich, J. Porcaro                                    | Paich              | 4:19  |
| Total längd: | Total längd:     | Total längd:                                         | Total längd:       | 41:42 |